# Hansheiri Inderkum
Hansheiri Inderkum (Altdorf, 9 juni 1947) is een Zwitsers politicus voor de Christendemocratische Volkspartij (CVP/PDC) uit het kanton Uri.

## Biografie
Hansheiri Inderkum is doctor in de rechten. Hij zetelde van 1984 tot 1996 in de Landraad van Uri, waarvan hij voorzitter was in de periode 1992-1993. Na de federale parlementsverkiezingen van 1995, met herverkiezing in 1999, in 2003 en in 2007, zetelde hij van 11 december 1995 tot 4 december 2011 in de Kantonsraad, waarvan hij van 29 november 2010 tot 4 december 2011 voorzitter was.